# Rachel Grant

Rachel Grant (2014)

Rachel Grant (* 1977 auf Luzon als Rachel Louise Grant de Longueuil) ist eine britische Schauspielerin, Stuntfrau und Model.

## Leben und Karriere
Ihre Mutter stammt von den Philippinen und wanderte mit ihrem Bay nach Großbritannien aus. Ihr britischer Vater, Michael Grant, zwölfter Baron de Longueuil, ist ein pensionierter Arzt. Grant hat eine ältere Schwester (ebenfalls Model), eine jüngere Schwester namens Rebecca Grant (ebenfalls Schauspielerin) und einen jüngeren Bruder. Grant ist mit dem britischen Königshaus verwandt, da ihr Großvater, Raymond Grant, elfter Baron de Longueuil, der Cousin zweiten Grades von Elisabeth II. ist.
Grant hatte 2002 im 20. James-Bond-Film Stirb an einem anderen Tag eine Rolle. Im Abenteuerfilm Lara Croft: Tomb Raider war sie Angelina Jolies Double. Grant trat in verschiedenen britischen Fernsehwerbungen, wie zum Beispiel für Axe oder Carlsberg, auf. Neben ihrer Schauspielkarriere ist sie eine Kampfsportlehrerin, spezialisiert auf die philippinischen Kampfkunst Kali. Großmeister Dan Inosanto war einer ihrer Lehrer.

## Filmografie (Auswahl)
- 2001: Masters of Combat (Fernsehserie)
- 2002: James Bond 007 – Stirb an einem anderen Tag (Die Another Day)
- 2004–2008: Brainiac (Brainiac: Science Abuse, Dokuserie, 35 Episoden)
- 2004: The Purifiers
- 2004: Casuality (Fernsehserie, eine Episode)
- 2005: Murder in Suburbia (Fernsehserie, eine Episode)
- 2005: Rajan and His Evil Hypnotists (Fernsehserie, 6 Episoden)
- 2007: Brotherhood of Blood
- 2007: Until Death
- 2009: The Tournament